# Голубовский, Василий Степанович
Васи́лий Степа́нович Голубо́вский (17 (5) января 1891 года, село Петровское, Новогригорьевский уезд, Ставропольская губерния, ныне город Светлоград, Ставропольский край — 11 июня 1961 года, Ростов-на-Дону) — советский военный деятель, генерал-лейтенант (1940).

## Биография
Родился 5 (17) января 1891 года селе Петровском (ныне — город Светлоград), Новогригорьевского уезда, Ставропольской губернии. С 1898 года жил в селе Винодельном (ныне — город Ипатово). Имел братьев — Степана, Григория, Ивана и Михаила.

### Первая мировая и гражданская войны
В 1913 году был призван в ряды Русской императорской армии, после чего принимал участие в ходе боевых действий во время Первой мировой войны. В 1917 году был демобилизован из рядов армии в чине старшего унтер-офицера.
В 1918 году вступил в ряды РККА, вместе с И. Р. Апанасенко, П. М. Ипатовым, В. И. Книгой, К. А. Труновым и другими стал одним из организаторов партизанских отрядов на территории Ставрополья.
Принимал участие в Гражданской войне.
В 1918 году был назначен на должность командира 4-го Ставропольского кавалерийского полка, затем — на должность помощника командира 1-й Ставропольской кавалерийской дивизии, а в 1919 году — на должность командира 1-го Ставропольского кавалерийского полка. В том же году был направлен на лечение в госпиталь по поводу тифа и после выздоровления в составе 1-й Конной армии принимал участие в боевых действиях на Южном фронте против войск под командованием генерала А. И. Деникина.
В 1920 год принимал участие в боевых действиях в ходе советско-польской войны, а осенью того же года был назначен на должность помощника командира 34-го кавалерийского полка (6-я Чонгарская кавалерийская дивизия), а затем — на должность командира 80-го кавалерийского полка (14-я кавалерийская дивизия), после чего принимал участие в боевых действиях против войск под командованием генерала П. Н. Врангеля на территории Крыма.
Межвоенное время
С 1921 года продолжил служить в составе 14-й кавалерийской дивизии (Северокавказский военный округ), исполнял должность командира 1-й и 2-й кавалерийских бригад. В 1925 и 1930 годах окончил курсы усовершенствования командного состава.
В 1930 году Голубовский был назначен на должность командира отдельной кавалерийской бригады имени Закавказского ЦИК (Отдельная Кавказская армия), а в 1931 году был направлен на учёбу в Военную академию им. Фрунзе, после окончания которой 29 октября 1933 года был назначен на должность командира 8-й Туркестанской горно-кавалерийской дивизии, вскоре преобразованной в 21-ю Туркестанскую горную кавалерийскую дивизию, затем в 21-ю горную кавалерийскую дивизию. Комбриг (26.11.1935). Комдив (25.04.1939).
В ноябре 1939 года избран депутатом Ферганского областного Совета депутатов трудящихся.
В 1940 году получил звание генерал-лейтенанта и 7 июня был назначен на должность помощника командующего войсками Среднеазиатского военного округа по кавалерии, а в начале 1941 года — на должность командира 39-го стрелкового корпуса, однако 11 марта был назначен на должность 30-го механизированного корпуса.
Великая Отечественная война
С 19 июля 1941 года был назначен заместителем командующего Дальневосточным фронтом.
С июня 1943 года состоял в распоряжении Главного управления кадров НКО СССР. В сентябре того же года был назначен на должность генерала для особых поручений при маршале Г. К. Жукове, а 20 декабря — на должность командира 101-го стрелкового корпуса, который принимал участие в боевых действиях в Житомирско-Бердичевской и Проскуровско-Черновицкой наступательных операций, а также в освобождении Винницы.
27 мая 1944 года был назначен на должность заместителя командующего 3-й гвардейской армией, которая принимала участие в ходе Львовско-Сандомирской, Висло-Одерской, Берлинской и Пражской наступательных операций.
Послевоенная карьера
После окончания войны находился на прежней должности.
С октября 1945 года состоял в распоряжении Военного совета Приволжского военного округа, а с ноября — в распоряжении Главного управления кадров НКО СССР и в январе 1946 года был назначен на должность заместителя командующего 52-й армией (Львовский военный округ), однако с июля того же года находился в распоряжении Управления кадров Сухопутных Войск и в октябре был уволен в запас.
Умер 11 июля 1961 года в Ростове-на-Дону.

## Воинские звания
- Комбриг (26.11.1935)
- Комдив (25.04.1939)
- Генерал-лейтенант (4.06.1940)

## Награды
- Орден Ленина (21 февраля 1945);
- Четыре ордена Красного Знамени (5 февраля 1921, 22 февраля 1930, 3 ноября 1944, 6 апреля 1945);
- Орден Суворова 2-й степени (10 января 1944);
- Орден Кутузова 2-й степени (23 сентября 1944);
- Медали.

## Комментарии
1. ↑  Михаил Голубовский (?—1979) работал военным корреспондентом газеты «Известия», преподавателем истории в генеральской группе при Военной академии имени М. В. Фрунзе, принимал участие в Советско-финской и Великой Отечественной войн, попал в плен и стал сотрудничать в коллаборационистской печати под псевдонимами Бобров и Соловьёв. После окончания войны оказался в американском лагере под Мюнхеном, после чего жил в Париже и США. занимался литературной работой; он автор произведений:
  - Когда боги молчат / Михаил Соловьев. — Нью-Йорк : Изд. авт., 1963—1964. Кн. 1. — 1963. — 381, Кн. 2. — 1964. — С. 385—724 (When the Gods are silent / Mikhail Soloviev; transl. by Harry C. Stevens. — New York : McKay, cop. 1952. — VI, 506)
  - Записки советского военного корреспондента / Михаил Соловьев. — Нью-Йорк : Изд-во им. Чехова, 1954. — 307 с.
  - My nine lives in the Red Army / by Mikhail Soloviev; translated by Harry C. Stevens; introduction by Leslie C. Stevens